# Polityka neutralna
Polityka neutralna (ambiwalentna)-polityka ludnościowa o charakterze biernym, która zakłada, iż procesy ludnościowe zachodzą samoistnie i państwo nie musi w nie ingerować. 